# Luigi Martella
Luigi Martella (Depressa, 9 marzo 1948 – Molfetta, 6 luglio 2015) è stato un vescovo cattolico italiano.

## Biografia
Nato a Depressa, frazione di Tricase nella diocesi di Ugento-Santa Maria di Leuca, il 9 marzo 1948, è l'ottavo di dieci figli e ha compiuto gli studi medi e ginnasiali presso il seminario arcivescovile di Otranto, quelli classici a Molfetta e a Treviso. Compie infine gli studi teologici presso il Pontificio seminario interregionale in Posillipo. È stato ordinato sacerdote il 10 aprile 1977 per l'arcidiocesi di Otranto. Successivamente ha conseguito la licenza in teologia presso la Pontificia facoltà teologica dell'Italia meridionale e nel 1999 il dottorato in teologia morale presso l'Accademia alfonsiana di Roma con una tesi intitolata La centralità di Cristo nella vita cristiana. Analisi del magistero C.E.I. negli anni '80.

### Ministero presbiterale
Nel corso del suo ministero presbiterale, ricopre i seguenti incarichi:
- docente di religione presso il liceo classico in Maglie (1980-1994);
- assistente diocesano del settore Famiglia di Azione Cattolica (1980-1994);
- parroco presso la parrocchia della Madonna del Rosario in Castro Marina (1986-1994);
- docente di teologia morale presso l'Istituto Teologico Pugliese (1994-2000);
- padre spirituale presso il Pontificio Seminario Regionale Pugliese "Pio XI" in Molfetta (1994-2000);
- consulente etico della Confederazione regionale dei Consultori familiari di ispirazione cristiana (1999-2000).

Inoltre, è responsabile del settore di formazione dell'Istituto pastorale regionale, docente di etica professionale presso la scuola per infermieri professionali in Tricase, responsabile della pastorale familiare diocesana di Otranto e docente di teologia morale presso l'Istituto di scienze religiose.

### Ministero episcopale
Il 13 dicembre 2000 è stato nominato vescovo di Molfetta-Ruvo-Giovinazzo-Terlizzi da papa Giovanni Paolo II e ha ricevuto la consacrazione episcopale il 10 marzo dell'anno successivo dall'arcivescovo metropolita di Bari-Bitonto Francesco Cacucci.
Ha compiuto una visita pastorale della diocesi dal 3 dicembre 2006 al 28 giugno 2008.
Il 21 dicembre 2007 ne annuncia l'avvio della causa di beatificazione e il 20 aprile 2008, dopo aver nominato postulatore Agostino Superbo e vice-postulatori Domenico Amato e Silvia Correale, ha emanato un editto per introdurre la causa diocesana di beatificazione e canonizzazione di Antonio Bello, suo predecessore sulla cattedra molfettese. La fase viene poi chiusa il 30 novembre 2013. Inoltre, ricopre il ruolo di commissario apostolico dell'Opera Don Uva in Bisceglie, dopo il commissariamento dell'ex ospedale psichiatrico, al centro di un'inchiesta giudiziaria condotta dalla procura di Trani.
È morto a Molfetta, nella tarda serata del 6 luglio 2015 per un infarto, a 67 anni. I funerali si sono tenuti l'8 luglio nella cattedrale di Santa Maria Assunta di Molfetta e sono stati presieduti dall'arcivescovo di Bari-Bitonto e presidente della Conferenza Episcopale Pugliese Francesco Cacucci. Una seconda cerimonia funebre si è tenuta il giorno successivo, alle ore 17, nella chiesa parrocchiale di Sant'Antonio a Depressa ed è stata presieduta dal vescovo di Ugento-Santa Maria di Leuca Vito Angiuli. La salma è stata sepolta nel cimitero cittadino.

## Genealogia episcopale
La genealogia episcopale è:
- Cardinale Scipione Rebiba
- Cardinale Giulio Antonio Santori
- Cardinale Girolamo Bernerio, O.P.
- Arcivescovo Galeazzo Sanvitale
- Cardinale Ludovico Ludovisi
- Cardinale Luigi Caetani
- Cardinale Ulderico Carpegna
- Cardinale Paluzzo Paluzzi Altieri degli Albertoni
- Papa Benedetto XIII
- Papa Benedetto XIV
- Cardinale Enrico Enriquez
- Arcivescovo Manuel Quintano Bonifaz
- Cardinale Buenaventura Córdoba Espinosa de la Cerda
- Cardinale Giuseppe Maria Doria Pamphilj
- Papa Pio VIII
- Papa Pio IX
- Cardinale Alessandro Franchi
- Cardinale Giovanni Simeoni
- Cardinale Antonio Agliardi
- Cardinale Basilio Pompilj
- Cardinale Adeodato Piazza, O.C.D.
- Cardinale Sebastiano Baggio
- Arcivescovo Andrea Mariano Magrassi, O.S.B.
- Arcivescovo Francesco Cacucci
- Vescovo Luigi Martella